# 曹節 (宦官)
曹 節（そう せつ、? - 181年）は、後漢の宦官。南陽郡新野県の人。字は漢豊。『後漢書』「宦者列伝」に記録がある。弟は曹破石。従子は曹紹。

## 生涯
祖先は魏郡の人だったという。宦官となり、順帝の時代に小黄門となり、桓帝の時代に中常侍、奉車都尉となった。168年、桓帝が没し、後継に劉宏（霊帝）を迎えることが決まると、曹節は兵を率いて劉宏を迎え、車に同乗した。
169年、外戚の竇武が陳蕃らと共に宦官の排除を図ると、曹節は宦官朱瑀らと協力し、王甫を黄門令にして、詔勅を偽って竇武達を誅殺した。曹節は長楽衛尉に移り、育陽侯と三千戸の加増を得た。
同年、曹節は病に倒れるとその身を案じた霊帝は曹節に車騎将軍の地位を与えた。曹節が病から回復すると、車騎将軍を返上し、中常侍に復帰した。その際に特進を得、中二千石の秩を与えられている。やがて大長秋となった。
172年、竇太后が没すると、曹節と王甫、それと中常侍の侯覧を批判する落書が見つかった。曹節達は落書の主を逮捕するため、司隷校尉である劉猛に命じて犯人探しをさせたが、劉猛もまた落書の内容が正しいと信じていたため犯人探しをしなかった。曹節達は劉猛を左遷し代わりに宦官と親しい段熲に犯人探しをさせ、太学の学生が千人ほど獄につながれることとなった。曹節達は劉猛を憎み段熲に命じて劉猛を別件で弾劾させ、免職に追い込んだ。
曹節らはますます増長し、桓帝の弟である勃海王劉悝を讒言し自害に追い込むほどであった。一門の多くが列侯に封じられ、権力を鼻にかけ横暴な振る舞いをした。
179年、王甫が陽球により逮捕され処刑され、段熲も自害に追い込まれたが、曹節の権力は揺るがず、かえって、宦官排除に動いた陽球や陳球といった人物を失脚させ、獄死に追い込んでいる。晩年には尚書令の職務も行うようになっていた。181年に没し、車騎将軍を追贈された。

## 三国志演義
『三国志演義』では十常侍の一人として挙げられるが、黄巾の乱が起きた184年には、既に没している人物であり、出番も全くない。

## 参考資料
- 『後漢書』「宦者列伝」（中国語版ウィキソース）